# Thujene
Als Thujene wird eine Gruppe von Terpenen bezeichnet. Hierbei handelt es sich um die Isomere von α-Thujen, β-Thujen und Sabinen. Thujene sind bicyclische, ungesättigte Verbindungen, die sich durch die Lage ihrer Doppelbindung und die räumliche Anordnung ihrer Substituenten unterscheiden.

## Vertreter
| keine Einstufung verfügbar |

| keine Einstufung verfügbar |

| Gefahrensymbol |

## Vorkommen

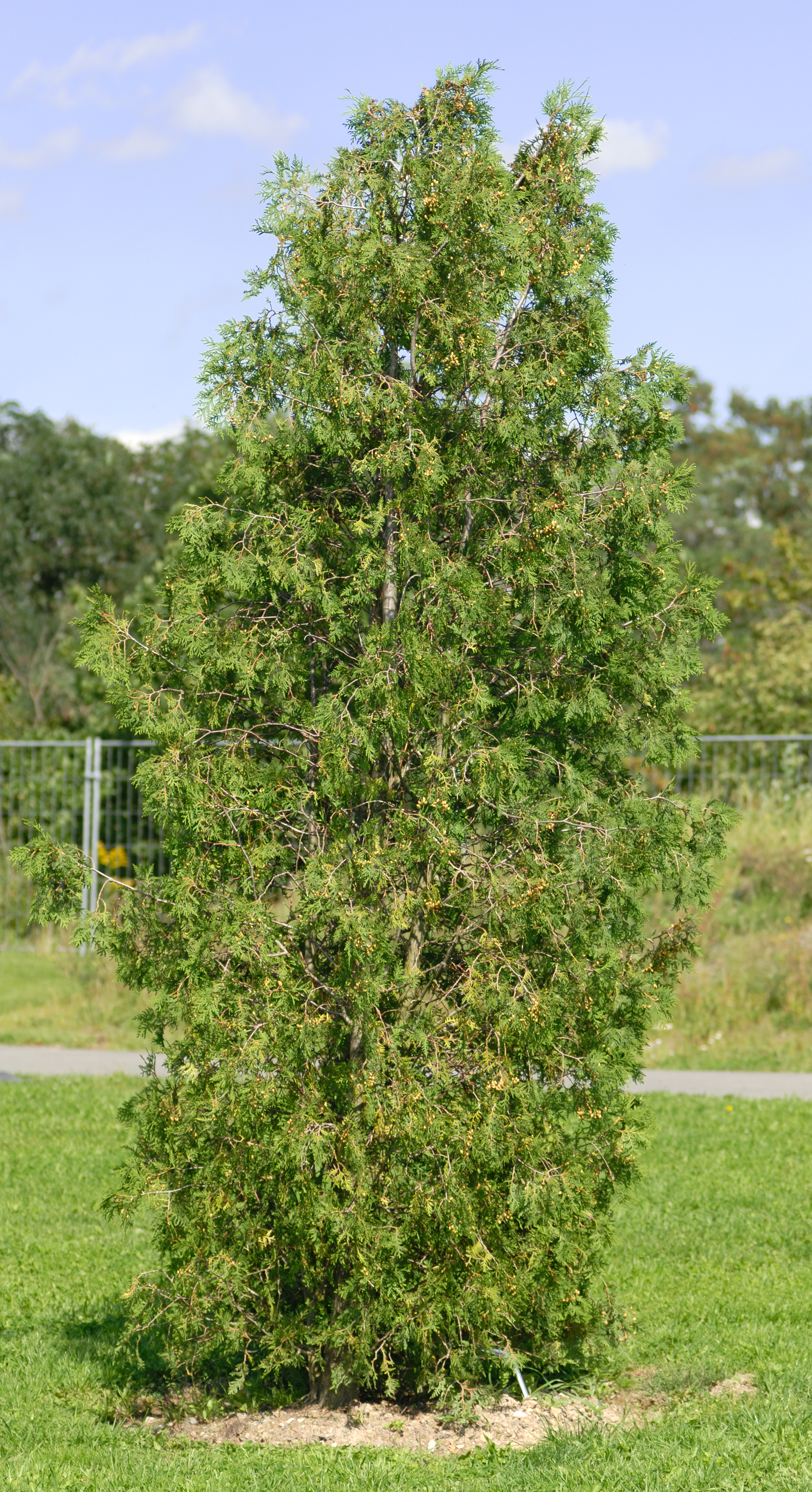
Abendländischer Lebensbaum enthält (−)-α-Thujen

Thujene sind Naturstoffe, welche im Sadebaumöl [(+)-Sabinen, 30 %], in der Heilpflanze Zanthoxylum rhetsa [(−)-Sabinen], im Harz von Boswellia serrata [(+)-α-Thujen], im Mangoblätteröl (Mangifera indica), im Öl des Abendländischen Lebensbaums [(−)-α-Thujen] und im Wacholder [α-Thujen und (+)-Sabinen] vorkommen. 2-Thujen (β-Thujen) wurde in der Natur bisher noch nicht nachgewiesen.

## Biosynthese
Die Biosynthese von α-Thujen und Sabinen erfolgt aus α-Terpinen. Das benötigte Kation des Terpinens wird hierbei aus Geranylpyrophosphat erhalten.